# Exocoetidae
Gli Exocoetidae, noti comunemente come pesci volanti o pesci rondine, sono una famiglia di pesci ossei appartenenti all'ordine Beloniformes.

## Descrizione
Questi pesci hanno il corpo affusolato e siluriforme, la bocca è piccola, rivolta verso l'alto e dotata di denti piccoli e, invece, l'occhio è grande. Le scaglie sono grandi e molto dure. Quello che rende inconfondibili gli esocetidi sono i caratteri delle pinne pettorali; in tutte le specie molto lunghe, in molte specie raggiungono la pinna dorsale se non la pinna caudale. 

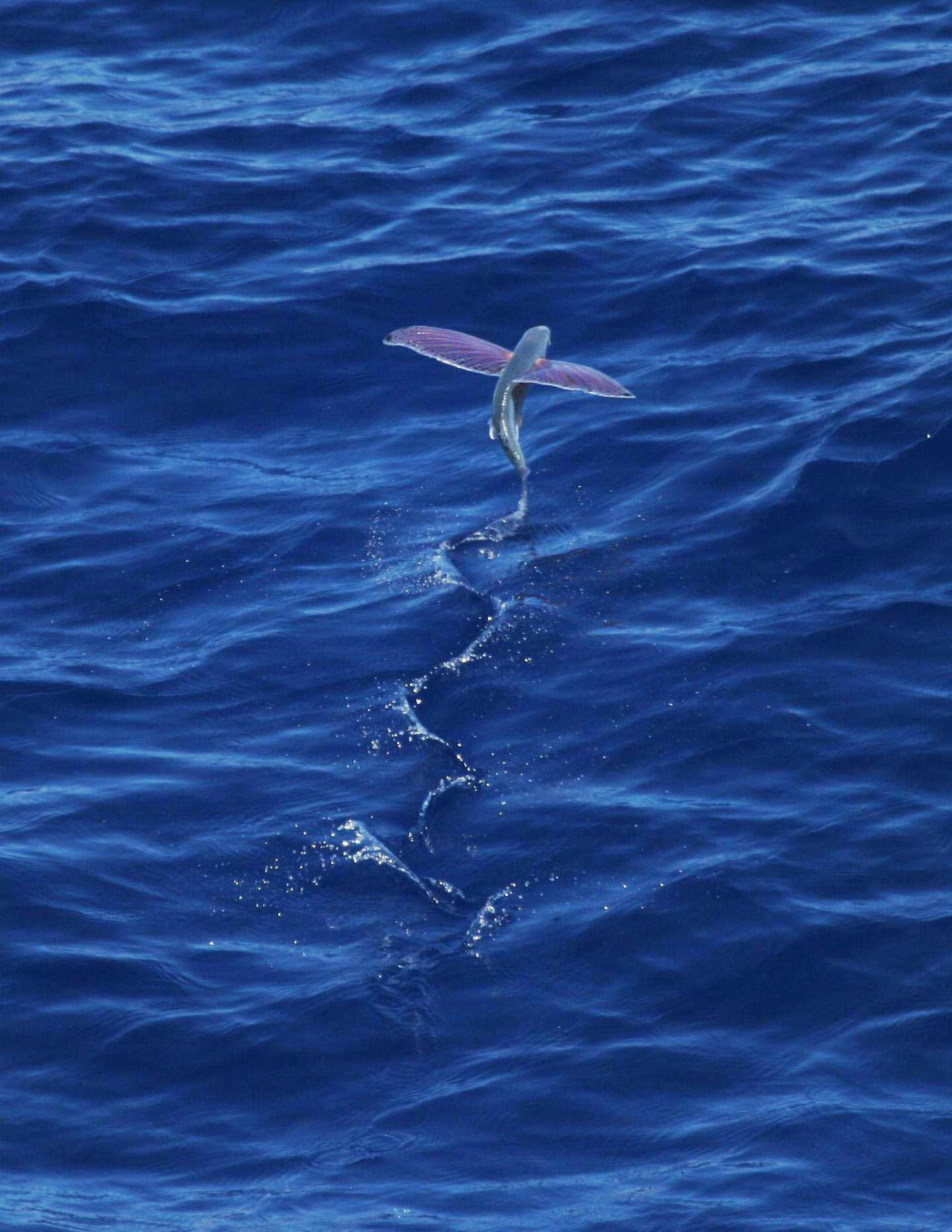
Il "decollo"

A seconda delle specie, le pinne ventrali possono o meno essere allungate (molto meno delle pettorali) e si possono distinguere i "pesci volanti a due ali" e "pesci volanti a quattro ali". La pinna caudale, profondamente forcuta, ha il lobo inferiore più lungo del superiore. Le pinne dorsale e anale sono basse, di solito opposte e simmetriche. Volano per circa 30 o 20 secondi e il record osservato è stato di 45 secondi in Brasile. Il colore degli adulti è uniformemente blu sul dorso e bianco argenteo sul ventre; i giovani possono essere variamente colorati e avere lunghi barbigli o pinne pettorali con disegni vivaci.

## Distribuzione e habitat
Questi caratteristici pesci sono diffusi in tutti gli oceani e sono molto più comuni ed abbondanti nei mari caldi. Nei mari europei di solito non si trovano più a nord del golfo di Guascogna anche se questi veloci nuotatori si possono a volte incontrare a centinaia o migliaia di chilometri di distanza del loro areale abituale. Nel mar Mediterraneo sono comuni due specie (Cheilopogon heterurus e Hirundichthys rondeletii) e ne sono presenti altre due, molto rare (Exocoetus volitans e Exocoetus obtusirostris).

Sono tipici pesci d'alto mare, vivono in acque aperte lontano dalle rive, cui, a parte poche specie, non si avvicinano mai.

## Biologia
La caratteristica che rende particolari questi pesci è la capacità di effettuare, mediante le ampie pinne pettorali, "voli" più o meno lunghi fuor d'acqua per sfuggire ai predatori. Dapprima il pesce percorre una tratta rettilinea a pelo d'acqua, poi le pinne pettorali vengono spiegate, il pesce fuoriesce dall'acqua e la pinna caudale vibra velocemente sfiorando l'acqua con il lobo inferiore allungato per conferire la velocità necessaria al "decollo". Il volo dura al massimo una trentina di secondi e raggiunge un'elevazione di solito inferiore al metro mentre la tratta percorsa può raggiungere alcune centinaia di metri. Le pinne ventrali, nelle specie che le hanno allungate, hanno funzioni stabilizzatrici.

Gli Exocoetidae sono fortemente attratti dalle luci e spesso si trovano sulla coperta delle imbarcazioni che non abbiano murate troppo alte dove planano attratti dall'illuminazione di bordo. Tutte le specie sono gregarie.

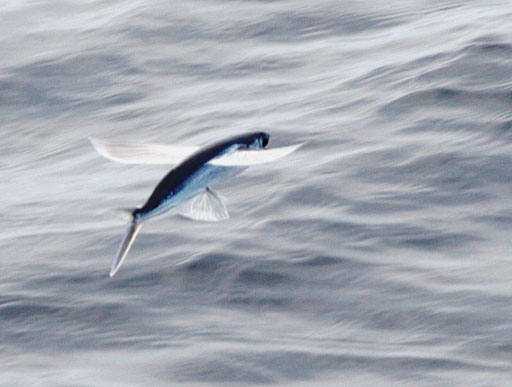
Cheilopogon melanurus in volo

Sono catturati da cetacei, tonni, marlin e lampughe.

### Alimentazione
Sono carnivori e si nutrono soprattutto di pesciolini e di plancton.

### Riproduzione
Le uova in molte specie hanno filamenti che attaccano ai sargassi mentre in alcune altre, come ad esempio le specie europee, ne sono prive. I giovani hanno aspetto diverso dagli adulti; vivono in superficie e utilizzano le pinne pari per mantenere il galleggiamento.

## Generi

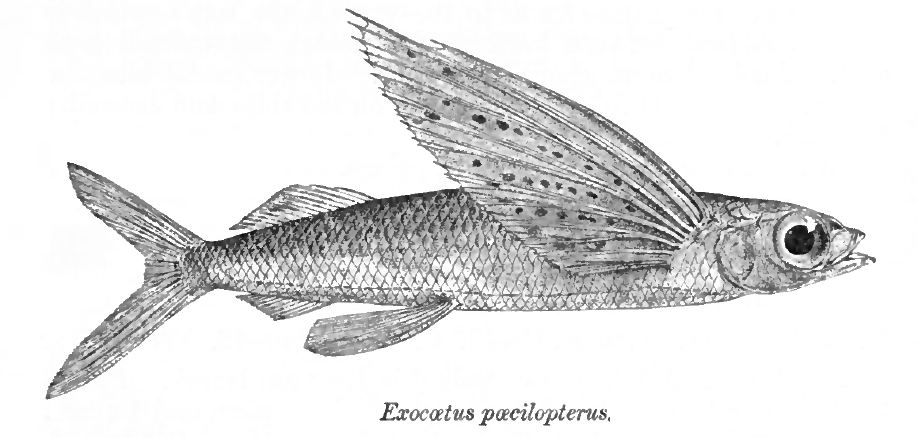
Cypselurus poecilopterus

- Cheilopogon
- Cypselurus
- Danichthys
- Exocoetus
- Fodiator

- Hirundichthys
- Oxyporhamphus
- Parexocoetus
- Prognichthys

## Pesca
Questi pesci sono commestibili e si trovano talvolta sui mercati ittici. Vengono pescati con reti da posta e, occasionalmente, con la tecnica della traina.

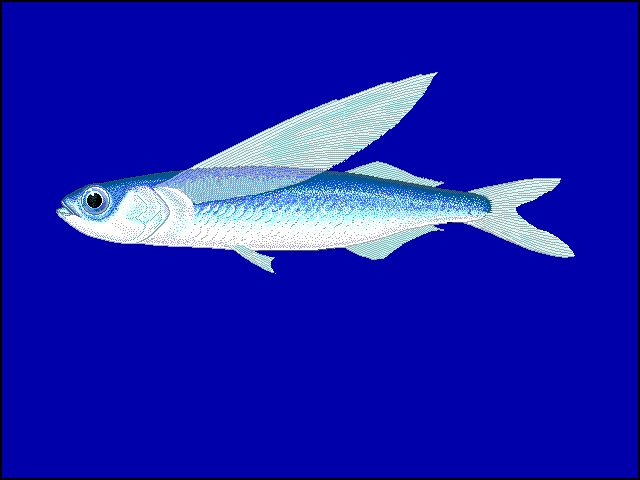
Exocoetus volitans